# Tiempo de Marte
Tiempo de Marte es una novela de ciencia ficción de Philip K. Dick de 1964. La novela utiliza el concepto común en Dick de una colonia humana en Marte. Sin embargo, incluye también temas de enfermedades mentales, la física del tiempo y los peligros de una autoridad centralizada.
La novela expande el relato original de Dick Nosotros, los marcianos, publicado en tres partes en las ediciones de agosto, octubre y diciembre de 1963 de la revista Worlds of Tomorrow.
El personaje de esta novela, Manfred Steiner, es muy similar a Tim en el relato corto de 1954 Un mundo de talento, publicado inicialmente en la revista Galaxy Science Fiction.

## Introducción
La novela tiene lugar varios años después de que las primeras colonias humanas se establecieran en Marte. Muchas colonias se identifican con ciertas naciones —las de Israel y los Estados Unidos son las mayores— pero en último término están bajo el control de las Naciones Unidas. Las N.U. buscan establecer una presencia permanente, autosuficiente en Marte debido a la amenaza de una guerra nuclear en la Tierra.
Puesto que el agua es rara en Marte, la mayoría de hogares se construyen alrededor de los canales, y el uso del agua está controlado rígidamente. Arnie Kott, jefe de la Unión de trabajadores del agua, es seguramente el individuo de mayor poder político en Marte.
La población nativa de Marte es humanoide, de una raza de tez oscura llamada "Bleekmen". Ellos viven simplemente como cazadores y mantienen creencias religiosas antiguas. Por todo eso los colonizadores humanos les consideran primitivos.
Marte es muy parecido a Australia central, siendo el árido hogar de una antigua raza con un profundo sentido de la historia, una rica mitología y un lugar sagrado similar a las Montañas Ayers.

## Argumento
Jack Bohlen es un mecánico que emigró a Marte para curarse de sus brotes de esquizofrenia. Vive con su mujer y su hijo. Su padre Leo visita Marte para reclamar territorios montañosos inservibles tras recibir información privilegiada acerca de los planes de las N.U. para construir un complejo de apartamentos allí. El complejo se llamará AM-WEB, una contracción de la frase alemana "Alle Menschen werden Brüder" de la oda a la alegría de Schiller.
Bohlen encuentra fortuitamente a Arnie Kott, cuando sus helicópteros mutuos son llamados a asistir a un grupo de Bleekmen que sufren sed en el desierto. Sus diferentes puntos de vista en la asistencia a los indígenas chocan de inmediato.
Tras una visita con su exmujer Anne acerca de su anómalo hijo, Kott oye las teorías del Dr. Milton Glaub, un psicoterapeuta del Campo Ben-Gurion, una institución para aquellos afectados con desórdenes de desarrollo. Glaub cree que las enfermedades mentales pueden ser estados alterados en la percepción del tiempo. Kott se interesa en Manfred Steiner, un niño autista en el campo B-G con la esperanza de que el niño pueda predecir el futuro, una habilidad que Kott encontraría útil como empresario emprendedor. Ya que el campo B-G va a ser clausurado, Kott se ofrece a hacerse cargo de Manfred. El chico a su vez está temeroso de un futuro que solo él puede ver, en el que AM-WEB es una cárcel para gente como él, donde él será eventualmente confinado.
Kott acepta el contrato que Bohlen tenía con su jefe de trabajo y le contrata a su vez para construir un sistema de video que ayude a Manfred a percibir el tiempo a un ritmo normal (Kott en última instancia también desea vengarse de Bohlen). Bohlen está de acuerdo, pero la asignación de Manfred le causa un gran estrés pues teme que el contacto con el enfermo mental puede perjudicarle. Bohlen también comienza un romance con la amante de Kott.